# 卡米拉克
卡米拉克（法語：Camurac，法語發音：[kamyʁak] ⓘ）是法国奥德省的一个市镇，属于利穆区。

## 地理
卡米拉克（42°47'54"N, 1°54'55"E）面积11.61 平方千米，位于法国奧克西塔尼大區奥德省，该省份为法国南部沿海省份，北起塔恩省，西北接上加龙省，西接阿列日省，南至东比利牛斯省，东临地中海，东北与埃罗省接壤。
与卡米拉克接壤的市镇（或旧市镇、城区）包括：蒙塔尤、贝尔凯尔、梅里亚勒、尼奥尔德索。

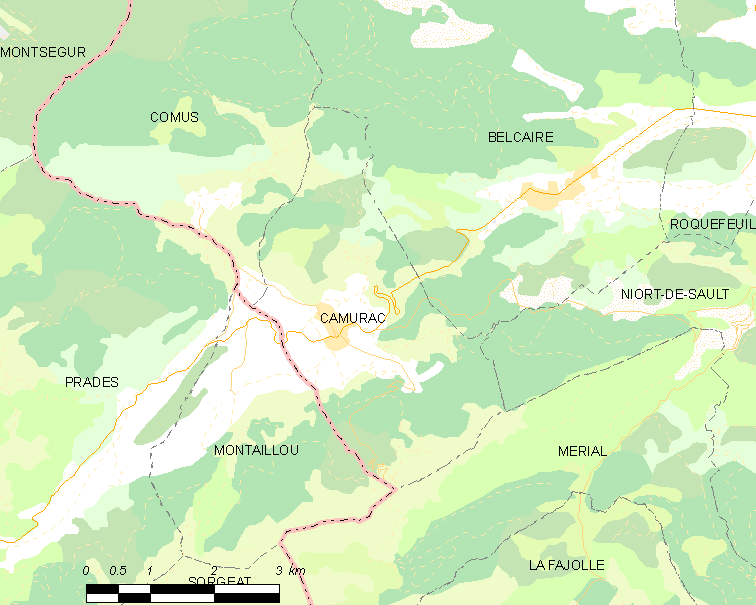
卡米拉克的OSM定位图

卡米拉克的时区为UTC+01:00、UTC+02:00（夏令时）。

## 行政
卡米拉克的邮政编码为11340，INSEE市镇编码为11066。

## 政治
卡米拉克所属的省级选区为上奥德河谷县。

## 人口

1962-2008年间卡米拉克人口变化图示

卡米拉克于2022年1月1日时的人口数量为108人。